# Vorhalle (Hagen)
Vorhalle ist ein Stadtteil im Stadtbezirk Hagen-Nord der kreisfreien Großstadt Hagen in Nordrhein-Westfalen, der am 1. August 1929 eingemeindet wurde. 2024 hatte Vorhalle 10.358 Einwohner.

## Geschichte

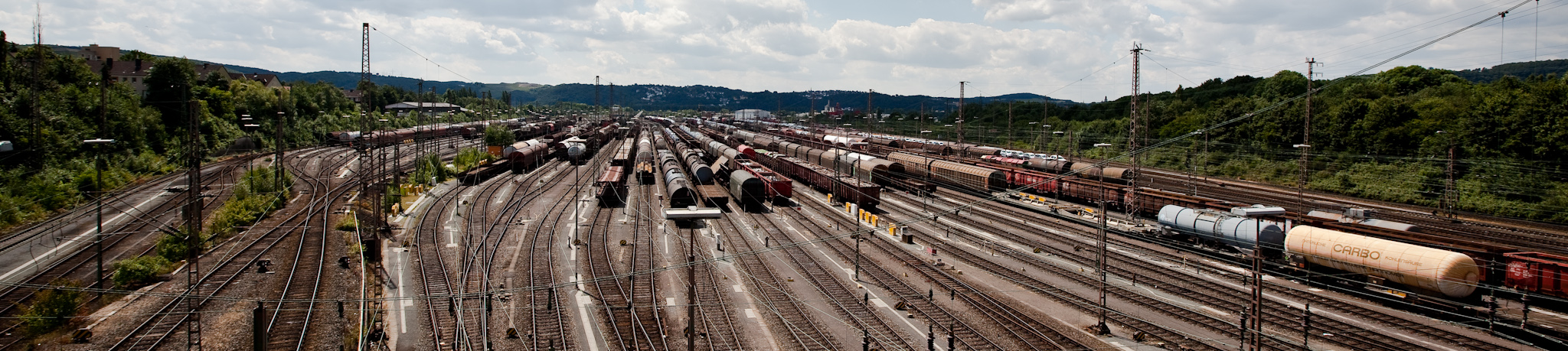
Rangierbahnhof in Vorhalle

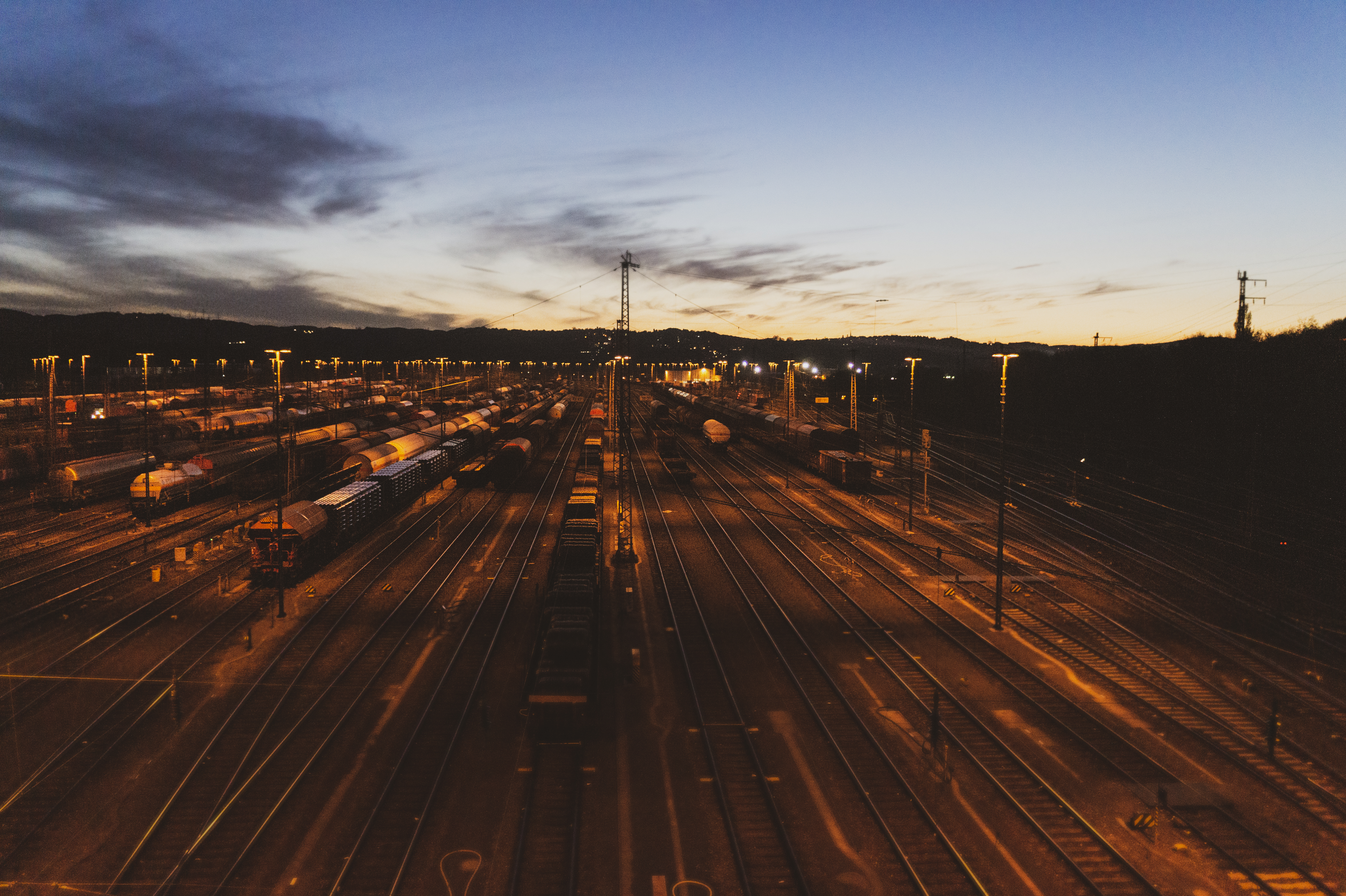
Rangierbahnhof in Vorhalle

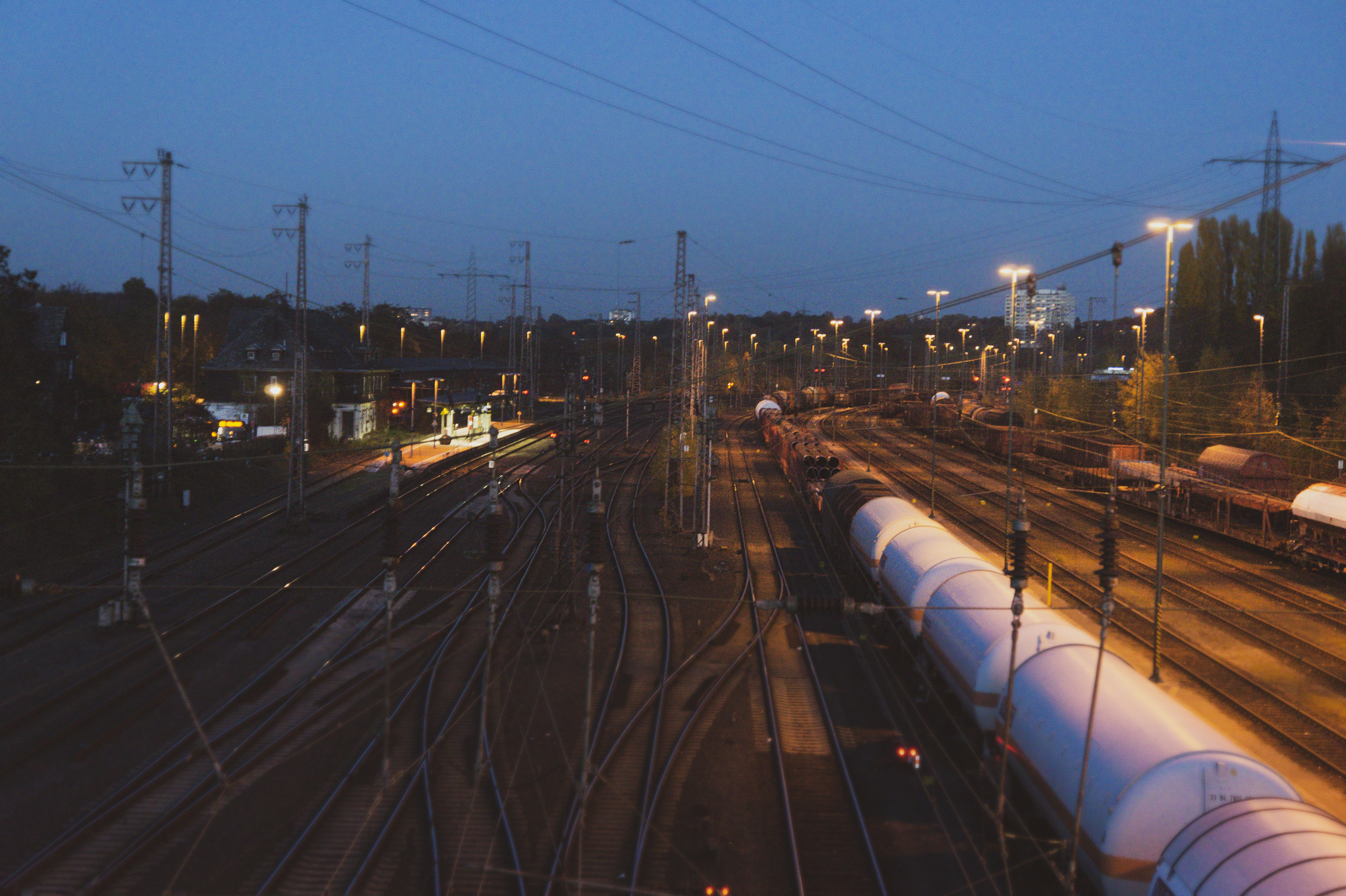
Bahnhof Vorhalle

Die Gemeinde Vorhalle entwickelte sich aus der gleichnamigen Bauerschaft im Kirchspiel und Gogericht Hagen und gehörte zur Grafschaft Mark. Die ältesten Erwähnungen stammen aus dem 15. Jahrhundert.
- 1446 wurden während der Soester Fehde zwölf Hofstellen in der Vorhelder Burschop von Truppen der Reichsstadt Dortmund abgebrannt.
- Im Schatzbuch der Grafschaft Mark von 1486 werden in der Bauerschaft 19 steuerpflichtige Hofbesitzer mit einer Abgabe zwischen 2 Gg und 8 Goldgulden genannt. Die ältesten Höfe waren Niederste-Hülsberg und Oberste-Hülsberg, erstmals als De Hulisberga im 11. Jahrhundert erwähnt. 1229 die Höfe Niederste-Sporbeck und Oberste-Sporbeck als Spurbeke sowie Hof Aehringhausen als Ordinchusen und Werdringen als decima de Wertheringen. 1311 Haus Reffel mit Adolfi et Widekindi dicti de Reuele (Revelman). 1313 wurde Gut Hausen mit domum in Hůsen und 1351 Gut Schönefeld mit curiam to Sconevelde erwähnt.[3][4]
- Bis 1753 gehörte die Bauerschaft Vorhalle zum Amt Wetter, danach wurde es Teil des Landkreises Wetter, dessen Verwaltungssitz sich in Hagen befand. In der französischen Herrschaft war Vorhalle der Mairie Enneperstraße unterstellt, nach der preußischen Gebietsreform gelangte es als Teil des Amts Enneperstraße in den Landkreis Hagen.
- Zwischen 1858 und 1910 stieg die Bevölkerung der Gemeinde Vorhalle von 849 auf 3653 Einwohner an. Am 1. Oktober 1884 wurde Vorhalle aus dem Amt Enneperstraße in das Amt Boele-Hagen umgegliedert.[5] Aus diesem Amt schied Vorhalle am 1. April 1920 wieder aus und bildete seitdem ein eigenes Amt.[6] Bereits neun Jahre später wurde die Gemeinde in die Stadt Hagen eingegliedert.

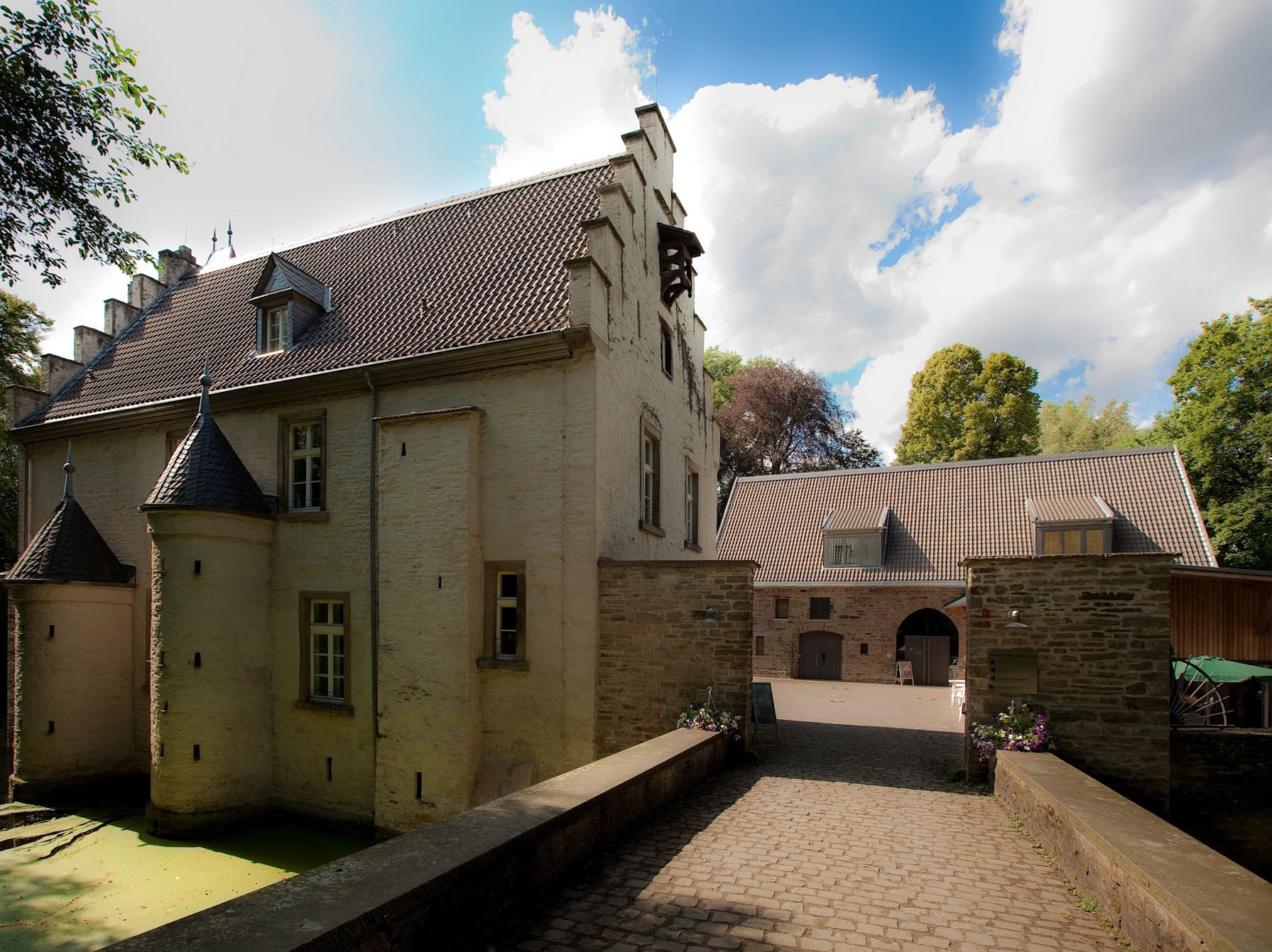
Wasserschloss Werdringen

Auf einer Ruhrhalbinsel befindet sich das Wasserschloss Werdringen, dessen Geschichte sich bis in das 13. Jahrhundert zurückverfolgen lässt und seit November 2004 das bekannte Hagener Museum für Ur- und Frühgeschichte beherbergt. Hier ist eine überregional bedeutende Sammlung und Ausstellung zur Paläontologie und Archäologie zu finden. Zu den wichtigsten Exponaten zählen die etwa 319 Millionen Jahre alten Tonschieferablagerungen aus der Ziegeleigrube Vorhalle sowie die die ältesten Libellen (Insecta: Odonatoptera) aus dem flözleeren Oberkarbon (Namur B). Im Museum werden auch die bisher ältesten Skelettreste von modernen Menschen in Westfalen und im Ruhrgebiet präsentiert. Sie wurden 2004 in der Blätterhöhle in Hagen-Holthausen entdeckt.
Auf dem Kaisberg wurde 1869 der Freiherr-vom-Stein-Turm errichtet. Es war einer der ersten Gedenktürme, die in Preußen errichtet wurden.

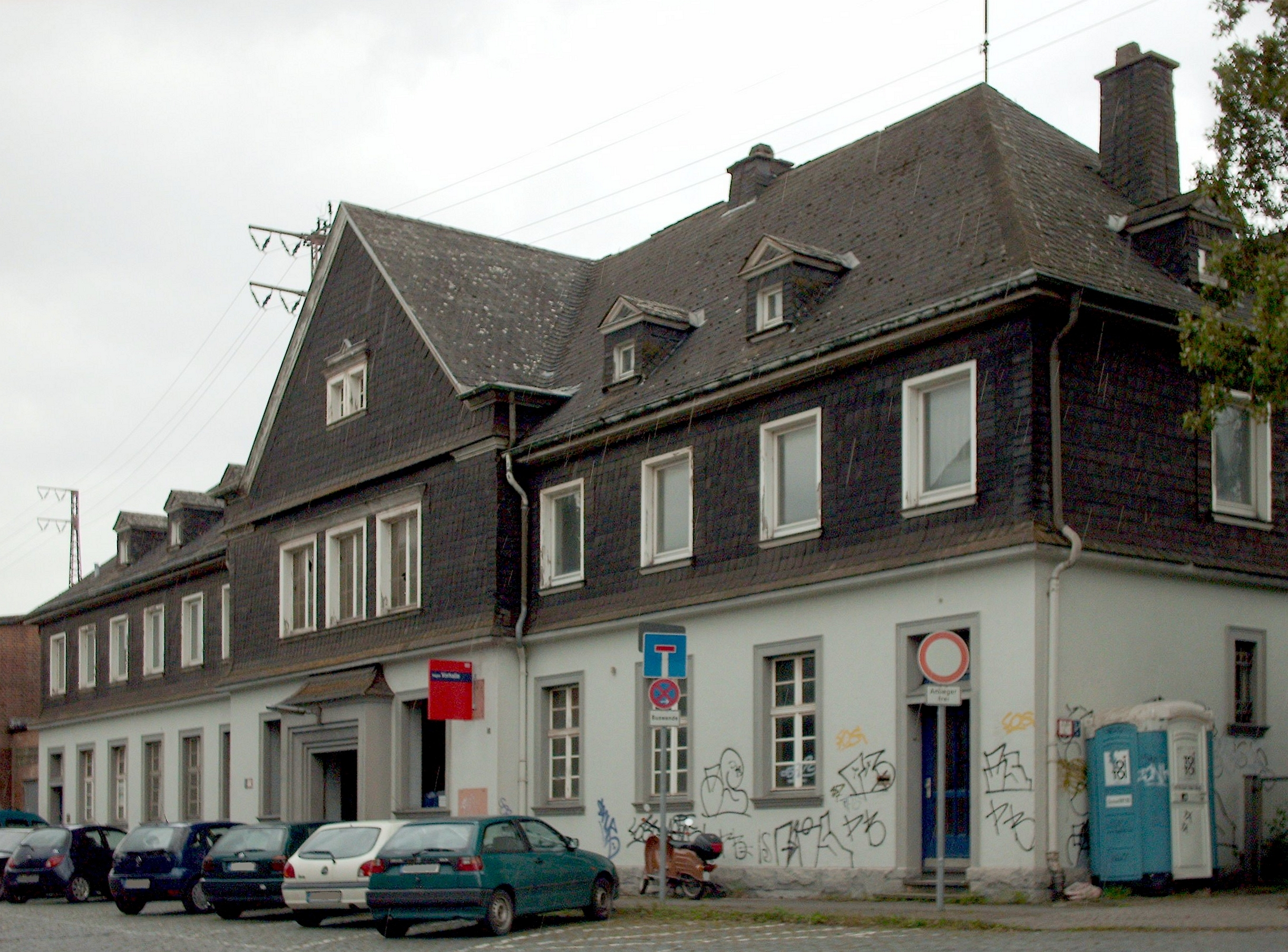
Bahnhofsgebäude Vorhalle

In Vorhalle befindet sich seit 1910 der heute für das Ruhrgebiet wichtigste Rangierbahnhof (Rbf) Hagen-Vorhalle, einer der größten in Deutschland. Die erste Tagesklinik für Drogen- und Suchterkrankungen NRW gründete sich in Vorhalle im Jahr 1989. Sie schloss im Mai 2013. Seitdem gibt es in der neu gegründeten Klinik am Kaisberg eine Abteilung für ganztägig ambulante Therapie.
In den 1970er Jahren befand sich in unmittelbarer Nähe zum Rangierbahnhof die Versuchsstrecke für das Projekt Cabinentaxi. Hier sollten voneinander unabhängig operierende Kabinen Fahrgäste vollautomatisch und ohne Zwischenhalt an ihr Ziel befördern.

## Bevölkerung
Am 31. Dezember 2024 lebten 10.358 Einwohner in Vorhalle.
Strukturdaten der Bevölkerung in Vorhalle (2024):
- Bevölkerungsanteil der unter 20-Jährigen: 22,2 % (Hagener Durchschnitt: 20,5 %)[8]
- Bevölkerungsanteil der mindestens 60-Jährigen: 26,2 % (Hagener Durchschnitt: 29,0 %)[9]
- Ausländeranteil: 25,2 % (Hagener Durchschnitt: 24,3 %)[10]

## Wirtschaft
1998 eröffnete die Ewald Dörken AG einen Produktionsstandort für Grundmauerschutzfolien in Vorhalle. Im September 2013 wurde der Spatenstich zum Start der Bauarbeiten für eine neue Spinnvliesfertigung in Vorhalle gefeiert. Mit 35 Millionen Euro ist es eine der größten Investition, die je in der Stadt Hagen getätigt wurden (Stand September 2013). Die Eröffnung der neuen Spinnvliesproduktion fand im Mai 2015 statt.

## Persönlichkeiten
- Luise Meier (1885–1979), in Vorhalle geborene Hausfrau, die etwa 30 Juden in der Zeit des Nationalsozialismus zur Flucht in die Schweiz verhalf
- Heinrich Voß (1909–1982), Gewerkschafter und Politiker (CDU), Mitglied des Deutschen Bundestages
- Karl Adam (1912–1976), Rudertrainer